# 大稻埕變電所
大稻埕變電所，亦稱為建成變電所，為臺北市大同區的一處變電所，原為臺灣電力株式會社於1930年代興建的二次變電所，建築外觀位西北側的轉角處以臺灣電力株式會社的社徽作為裝飾；其在二戰後作為台灣電力公司的變電所至今。在2019年9月被登錄為臺北市市定古蹟。

## 介紹
大稻埕變電所為台灣日治時期的現代化電力變電所，其建築仍保持原貌，外牆貼附淺綠色的溝紋二丁掛面磚，街角採圓弧處理，具有1930年代的現代裝飾藝術風格。此變電所目前仍由台灣電力公司運作，可供電9558戶。其在2019年6月經臺北市文化資產委員審議通過，被指定為臺北市市定古蹟，為台灣少數的日治時期變電所建築。當時臺北市的變電所尚有位於書院町的本社變電所，兒玉町變電所和宮前町變電所，宮前町變電所位於林森北路383巷，為台北市現存的另一處日治時期變電所。